# Ana Eduarda Santos
Ana Eduarda Santos (Lisboa, 1983) é uma escritora e tradutora portuguesa.

## Biografia
Nasceu na cidade de Lisboa, em 1983.
Em 1998 recebeu o Prémio de Revelação da Associação Portuguesa de Escritores, na categoria de ficção, pela obra Luz e Sombra, aos quinze anos de idade, tendo sido a autora mais nova até então a ganhar este prémio. Em 1999 foi uma das colaboradoras para o Diário de Notícias Jovem, tendo sido premiada com dois primeiros e dois segundos prémios na área da prosa. Nesse ano lançou dois novos livros, o argumento teatral O Resto do Mundo, e o conto Os Dias Diferentes.
Em Janeiro de 2000 recebeu um convite para fazer parte do grupo Novos Escritores, Novos Leitores, da divisão das Bibliotecas da Câmara Municipal de Lisboa. Em Setembro desse ano ganhou uma menção honrosa no Prémio Nacional do Conto Manuel da Fonseca, organizado pela autarquia de Santiago do Cacém. O livro Luz e Sombra foi publicado em Abril de 2001, tendo sido premiado com o Prémio Nacional do Conto Eça de Queirós. Em 2002 escreveu a peça Callunia Vulgaris, a convite do Instituto Camões, que foi levada ao palco em Paris, tendo sido publicado numa edição bilingue, em português e francês. Publicou a sua quarta obra O Homem do Tempo em 2004, tendo este sido o seu primeiro romance.

## Obras
Escreveu os livros: 
- O Resto do Mundo (1999)
- Os Dias Diferentes (1999)
- Luz e Sombra (2001)
- Callunia Vulgaris (2002)
- O Homem do Tempo (2004)